# Tibor Nyilas
Tibor Andrew Nyilas (ur. 3 czerwca 1914 w Budapeszcie, zm. 19 maja 1986 w Queens) – amerykański szablista pochodzenia węgierskiego, brązowy medalista olimpijski.
Urodził się w Budapeszcie. W związku z sytuacją polityczną w Europie w 1939 roku podjął decyzję o emigracji do USA.
Na igrzyskach olimpijskich w Londynie w 1948 roku Amerykanie w składzie: Norman Cohn-Armitage, George Worth, Tibor Nyilas, Dean Cetrulo, Miguel de Capriles i James Flynn wywalczyli drużynowo brązowy medal. W zawodach indywidualnych zajął siódme miejsce, wygrywając w rundzie finałowej dwa z siedmiu pojedynków. Na rozgrywanych cztery lata później igrzyskach olimpijskich w Helsinkach w 1952 roku był czwarty drużynowo, a indywidualnie nie startował. Następnie wystąpił na igrzyskach olimpijskich w Melbourne w 1956 roku, gdzie indywidualnie odpadł w ćwierćfinałach, a drużynowo był piąty Brał też udział w igrzyskach olimpijskich w Rzymie w 1960 roku, zajmując drużynowo czwarte miejsce.
Nie zdobył medalu mistrzostw świata. Zdobył sześć medali igrzysk panamerykańskich: złoty w szabli drużynowej, szabli indywidualnej i florecie drużynowym na IA w Buenos Aires (1951), złoty w szabli drużynowej i srebrny we florecie drużynowym na IA w Meksyku (1955) oraz kolejny złoty w szabli drużynowej na IA w Chicago (1959)